# Секо Мајнс (Тексас)
Секо Мајнс (енгл. Seco Mines) насељено је место без административног статуса у америчкој савезној држави Тексас.

## Демографија
По попису из 2010. године број становника је 560.
| Група             | 2000.    | 2010.       |
| Белци             | 0 (0,0%) | 19 (3,4%)   |
| Афроамериканци    | 0 (0,0%) | 5 (0,9%)    |
| Азијати           | 0 (0,0%) | 0 (0,0%)    |
| Хиспаноамериканци | 0 (0,0%) | 540 (96,4%) |
| Укупно            | 0        | 560         |